# Miletus pythias
Miletus pythias är en fjärilsart som beskrevs av Felder 1865. Miletus pythias ingår i släktet Miletus och familjen juvelvingar. Inga underarter finns listade i Catalogue of Life.